# Julien Van Genechten
Julien Van Genechten (Antwerpen, 16 december 1934 - Duffel, 1 augustus 2014) was een Belgische atleet, die gespecialiseerd was in het verspringen. Hij werd eenmaal Belgisch kampioen.

## Biografie
Van Genechten werd in 1955 Belgisch kampioen in het verspringen. Hij was aangesloten bij Beerschot Atletiek Club.
Van Genechten was jarenlang cameraman bij de BRT en de VRT. Hij was ook actief als amateurfotograaf.

## Belgische kampioenschappen
| Onderdeel   | Jaar |
| ----------- | ---- |
| verspringen | 1955 |

## Persoonlijk record
| Onderdeel   | Prestatie | Datum | Plaats |
| ----------- | --------- | ----- | ------ |
| verspringen | 7,10 m    |       |        |

## Palmares
verspringen
- 1954:  BK AC - 6,66 m
- 1955:  BK AC - 6,79 m
- 1957:  BK AC - 6,67 m
- 1960:  BK AC - 6,92 m